# 夫婦塚 (富田林市)
夫婦塚（めおとづか/ふうふのつか）は、大阪府富田林市山中田に存在したとされる古塚である。山中田には夫婦塚と言われる場所が2ヶ所あり、うち一つは大伴黒主墓と伝えられる。

## 夫婦塚(字夫婦塚)
山中田と南大伴の境界付近、富田林街道（千早街道）に北面する土地である。地誌に記載される場所付近には夫婦塚という小字が残る。延宝7年に刊行された河内鑑名所記には「大伴黒主塚二つある故に夫婦塚というなり」とあり、挿絵にも田中に二つの塚が描かれる。和漢三才図絵、河内志、河内名所図会、山中田村明細帳（明治2年）、大阪府誌、大阪府全志などもこの地を載せる。河内鑑名所記以外で複数の塚について書かれたものはない。田中にあり、高さ４尺、周囲８間あまり、塚上には二又に分かれた松の木（夫婦松）が生えていたという。19世紀初頭の河内名所図会の段階で「近歳、発きて田園とす」とあるが、近代以降の地誌や明細帳にも存在や大きさが記されている。
伝説では開墾の際、土中から黒蛇が現れ山中田村に逃げ入り、村の半分以上が焼ける大火災が起きたという。この火災が黒主の霊の祟りだとして、南方の山に小祠を建てて黒主の霊を祀り氏神としたのが、現在の大伴黒主神社である。

### 大伴黒主の墓という伝承について
山中田の北側に位置する北大伴・南大伴は、日本書紀の敏達天皇12年に大伴糠手子連らが日羅の水手を置いたとされる石川大伴村の伝承地である。
いずれの地誌も字夫婦塚の夫婦塚が、何故大伴黒主の墓であるかという由緒を記していない。近代以降の地誌はいずれも大日本史歌人列伝や和漢三才図絵を引き、黒主は近江の人であるとして、別の大伴氏等の墳墓ではないかと推定している。ただし、富田林市史では石川大伴村についての記述はあるが、大伴黒主墓もしくは夫婦塚については触れられていない。

## 夫婦塚(字宮山)
山中田村の墓地に南接する山中にあったとされる南北に並ぶ2個の円墳である。南北に相対関係をもつことから夫婦塚と俗に称される。北側は高さ4から5尺、周囲5間あまり、石棺の蓋石と思われる岩石が露出していたという。南側は高さ3尺、周囲6間あまり、主体部の石組が露出していたという。
近代以降の文献にのみ記載される。大阪府史蹟名勝天然記念物と富田林市誌は夫婦塚もしくは大伴黒主の墓と言われるものは2説ありとして、両者を併記する。郷土史の研究はこちらを夫婦塚といい、大伴黒主墓を俗に夫婦塚というのは両者が混同されたものだとする。

## 現状
字夫婦塚の夫婦塚は前述のとおり近世後期に開墾されたと伝えられているが、近代の地誌でも塚の大きさについて記されている。ただし、現在では塚状地形は見られない。字宮山の夫婦塚が存在したとされる山上の一帯は、宅地開発によって造成を受け旧地形は失われている。

## 西大寺山古墳群との関係
1995年から1997年にかけて、山中田墓地を含む丘陵上の一帯が大規模に宅地開発された。開発に伴う発掘調査によって、弥生時代の竪穴建物、古墳（山中田古墳群）、中世の城跡などが見つかっている。
そのうち、旧山中田墓地に南接する場所で発見された古墳は、同一支脈上にある山中田3号墳・8号墳・9号墳である。旧墓池南側の別支脈上にも山中田1号墳が存在した。1号墳と3号墳の主体部は木棺直葬であり、前述の石材や石棺を用いた主体部とは異なる。8号墳と9号墳は同一支脈の南側斜面に隣接して存在しており、主体部は古墳時代終末期(7世紀)の横穴式石室である。このことから近代に存在が確認されていた字宮山の夫婦塚は、山中田8号墳と9号墳であった可能性がある。